# Pyrgulopsis cruciglans
The transverse grand pyrg (Pyrgulopsis cruciglans) là một loài động vật chân bụng thuộc họ Hydrobiidae. Đây là loài đặc hữu của Hoa Kỳ.